# Kostel svatého Maxmiliána (Křižany)
Kostel svatého Maxmiliána v Křižanech je barokně přestavěná původně gotická sakrální stavba v obci Křižany. Je chráněn jako kulturní památka České republiky. V kostele se nekonají žádné pravidelné bohoslužby.

## Historie

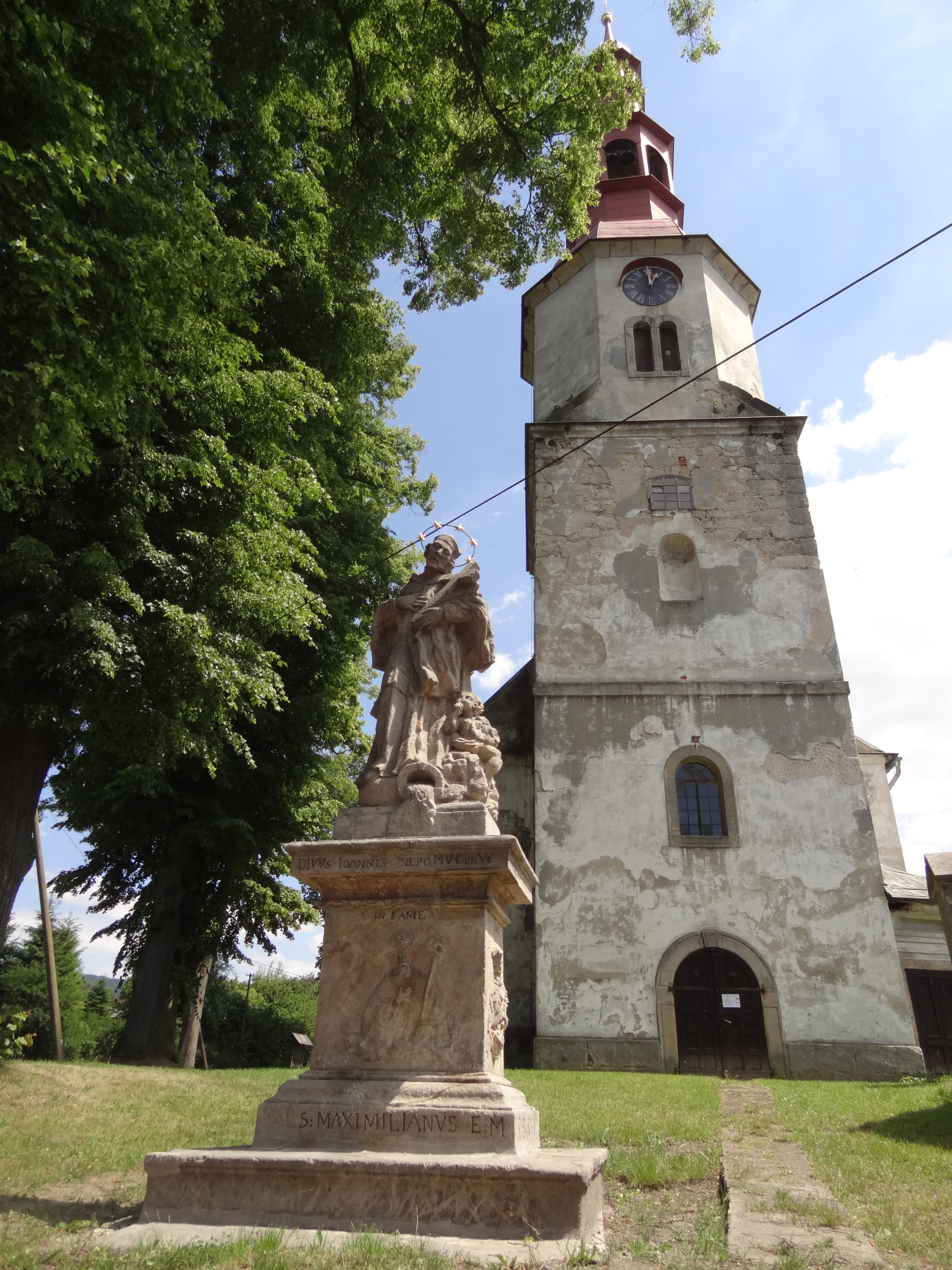
Vstup do křižanského kostela se sochou sv. Jana Nepomuckého

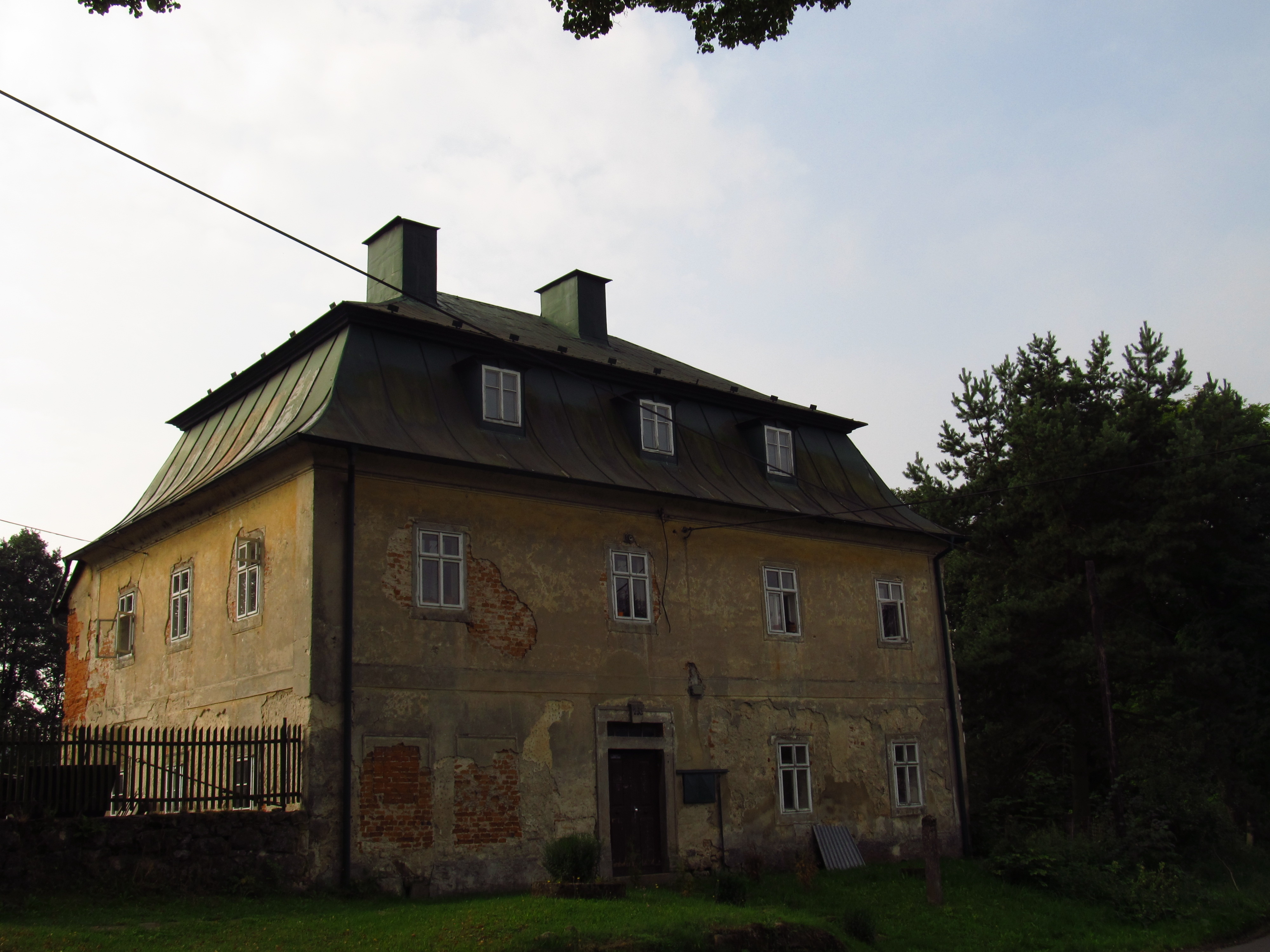
Fara v Křižanech

Své základy má kostel v gotice a první písemné zmínky o něm pocházejí z roku 1352 a z roku 1384, o přesném datu vzniku a původním zasvěcení kostela však neexistují žádné informace. Na základě stavebně historického průzkumu byly nejstarší části současného objektu datovány až do období přelomu 15. a 16. století. Gotický původ lze identifikovat jen u části presbytáře, který je v interiéru sklenut žebrovou klenbou. V roce 1684 byla ke kostelu přistavěna hranolová věž. Na její výstavbu bylo údajně použité zdivo ze zbouraného zámečku.[zdroj?]

## Architektura
Jedná se o jednolodní, obdélníkový a hladký, v jádře gotický, zbarokizovaný kostel s polygonálním presbytářem a západní věží. Věž je v dolní části hranolovitá, s otevřenou předsíní. V horní části je pak oktagonální. Presbytář je sklenut žebrovou klenbou. Uvnitř je dřevěná trojramenná kruchta. V památkovém katalogu Národního památkového ústavu je zmíněn stav kostela jako havarijní.

## Zařízení
Hlavní oltář je pseudogotický pozdně barokní. Při jižní stěně se nachází dřevěná polychromovaná plastika zobrazující Krista a skupinu apoštolů na Olivetské hoře. Jedná se o lidovou práci z počátku 19. století.

## Okolí
Kostel sv. Maxmiliána se nachází v jihozápadní části obce Křižany naproti místnímu hřbitovu. Poblíž kostela stojí barokní fara z 18. století, která je obdélná, volně stojící, jednopatrová a hladká, opatřená plechovou mansardou. Památkově chráněný areál fary doplňuje roubená stodola a částečně dochované chlévy z pískovcových kvádrů. Před farou se pak nachází barokní socha sv. Jana Nepomuckého z roku 1747. Pozoruhodností plastiky je, že stojí na převráceném džberu na vodu. Na jejím podstavci se pak nacházejí reliéfy sv. Maxmiliána, sv. Františka Xaverského a sv. Priska, který je patronem proti „moru, hladu a válce“, což jsou mj. také, v tomto pořadí, invokace při eucharistickém průvodu Božího Těla.[zdroj?]